# 臨江郡
臨江郡，中國東漢末年曹操於南郡設置的郡。《宋書·州郡志》記載，建安十三年（208年）曹操分南郡枝江縣以西置臨江郡。實際轄有枝江、夷陵、巫縣、秭歸4縣，屬荊州管轄。曹操在赤壁之战战败后，临江郡空虚，与曹操结盟的益州牧刘璋趁机派袭肃夺取秭归和巫县，但在不久后的夷陵之战中，会稽太守孙权部将甘宁夺取夷陵，袭肃即率三百军投降。因孙权不承认曹操的区划，临江郡被孙权夺取后建置自动取消，其地仍属南郡。后孙权将南郡等地移交刘备；建安十五年（210年），刘备在原临江郡设立宜都郡。